# Amphiophiura oligopora
Amphiophiura oligopora är en ormstjärneart som först beskrevs av Hubert Lyman Clark 1913.  Amphiophiura oligopora ingår i släktet Amphiophiura och familjen fransormstjärnor. Inga underarter finns listade i Catalogue of Life.